# Pyszczak Fuelleborna
Pyszczak Fuelleborna, pyszczak błękitny (Labeotropheus fuelleborni) – gatunek słodkowodnej ryby z rodziny pielęgnicowatych (Cichlidae). Zaliczany do pyszczaków z grupy mbuna. Bywa hodowany w akwariach. 

## Występowanie
Gatunek endemiczny jeziora Malawi w Afryce.

## Opis
Długość ok. 15 cm. Ryba terytorialna. Ikrą i narybkiem opiekuje się samica.
| Zalecane warunki w akwarium | Zalecane warunki w akwarium |
| --------------------------- | --------------------------- |
| Zbiornik                    | średni lub duży             |
| Temperatura wody            | 24–28 °C                    |
| Twardość wody               | 8–25°n                      |
| Skala pH                    | 7,5–8,5                     |
| Pokarm                      | roślinny, żywy, płatkowany  |